# Słupno (gmina w guberni warszawskiej)
Słupno – dawna gmina wiejska istniejąca w XIX wieku w guberni warszawskiej. Siedzibą władz gminy było Słupno.
Za Królestwa Polskiego gmina Słupno należała do powiatu radzymińskiego w guberni warszawskiej. Gmina została zniesiona postanowieniem z 29 grudnia 1867, obowiązującym od 10 stycznia 1868, a Słupno włączono do gminy Radzymin.